# Línea 11 (Urbanos de Alcobendas-San Sebastián de los Reyes)
La línea 11 de la red de autobuses urbanos de Alcobendas es una línea circular que bordea Alcobendas en el sentido de las agujas del reloj. El sentido contrario lo proporciona la línea 10.

## Características
Esta línea une de forma circular los barrios de Valdelasfuentes, La Moraleja y el centro de Alcobendas. En los teleindicadores del autobús, su numeración es C11 debido a su naturaleza circular.
Los autobuses urbanos de Alcobendas y San Sebastián de los Reyes siguen una numeración conjunta para evitar confusión de duplicidad de numeraciones en dos municipios tan cercanos y relacionados, especialmente con algunas líneas que circulan por ambos municipios (línea 2 y línea 5). Las líneas siguen una numeración progresiva del 1 al 11, pero a San Sebastián de los Reyes sólo le pertenecen los números 4, 7 y 8, quedando el resto de números: 1, 2, 3, 5, 6, 9, 10 y 11 para Alcobendas.
La línea circula exclusivamente por el término municipal de Alcobendas. Como bien se expresa en la numeración interna del CRTM, recibe el número 11006. El primer dígito corresponde a la línea, en este caso la línea 11. Y los últimos tres dígitos corresponden al municipio por el que circula, en este caso 006 corresponde al municipio de Alcobendas.
Curiosamente, debido a la numeración conjunta de los autobuses urbanos de Alcobendas y San Sebastián de los Reyes, sólo Alcalá de Henares tiene también una línea urbana 11 en circulación, junto con Alcobendas, siendo los dos municipios con más líneas de autobús de toda la Comunidad de Madrid.
La línea no mantiene los mismos horarios todo el año, desde el 16 al 31 de julio se reducen el número de expediciones los días laborables entre semana (sábados laborables, domingos y festivos tienen los mismos horarios todo el año) y se reducen aún más durante el mes de agosto (también solo los días laborables entre semana), además de los días excepcionales vísperas de festivo y festivos de Navidad en los que los horarios también cambian y se reducen.
Está operada por la empresa Interbus mediante la concesión administrativa VCM-101 - Madrid - Alcobendas - Algete - Tamajón (Viajeros Comunidad de Madrid) del Consorcio Regional de Transportes de Madrid.

## Horarios

### 1 septiembre - 15 julio
| Lunes a viernes laborables                        |                |                |             |             |             |             |             |                |                |             |                |                |             |             |             |          |
| L11 Circular: Valdelasfuentes - Arroyo de la Vega |                |                |             |             |             |             |             |                |                |             |                |                |             |             |             |          |
| 07                                                | 08             | 09             | 10          | 11          | 12          | 13          | 14          | 15             | 16             | 17          | 18             | 19             | 20          | 21          | 22          | 23       |
| 25 38 50                                          | 03 15 28 40 53 | 05 18 30 43 55 | 08 20 33 45 | 00 15 30 45 | 00 15 30 45 | 00 15 30 45 | 00 15 30 45 | 00 15 30 45 55 | 07 20 32 45 57 | 10 22 35 47 | 00 12 25 37 50 | 02 15 27 40 52 | 05 17 30 45 | 00 15 30 45 | 00 15 30 45 |          |
| Sábados laborables, domingos y festivos           |                |                |             |             |             |             |             |                |                |             |                |                |             |             |             |          |
| L11 Circular: Valdelasfuentes - Arroyo de la Vega |                |                |             |             |             |             |             |                |                |             |                |                |             |             |             |          |
| 07                                                | 08             | 09             | 10          | 11          | 12          | 13          | 14          | 15             | 16             | 17          | 18             | 19             | 20          | 21          | 22          | 23       |
|                                                   |                | 20             | 00 40       | 20          | 00 40       | 20          | 00 40       | 20             | 00 40          | 20 50       | 10 30 50       | 10 30 50       | 10 30 50    | 10 30 50    | 10 30 50    | 10 30 50 |

### 16 - 31 julio
| Lunes a viernes laborables                        |                |                |             |             |             |             |             |          |          |          |          |          |          |          |          |          |
| L11 Circular: Valdelasfuentes - Arroyo de la Vega |                |                |             |             |             |             |             |          |          |          |          |          |          |          |          |          |
| 07                                                | 08             | 09             | 10          | 11          | 12          | 13          | 14          | 15       | 16       | 17       | 18       | 19       | 20       | 21       | 22       | 23       |
| 25 38 50                                          | 03 15 28 40 53 | 05 18 30 43 55 | 08 20 33 45 | 00 15 30 45 | 00 15 30 45 | 00 15 30 45 | 00 15 30 45 | 00 20 40 | 00 20 40 | 00 20 40 | 00 20 40 | 00 20 40 | 00 20 40 | 00 20 40 | 00 20 40 |          |
| Sábados laborables, domingos y festivos           |                |                |             |             |             |             |             |          |          |          |          |          |          |          |          |          |
| L11 Circular: Valdelasfuentes - Arroyo de la Vega |                |                |             |             |             |             |             |          |          |          |          |          |          |          |          |          |
| 07                                                | 08             | 09             | 10          | 11          | 12          | 13          | 14          | 15       | 16       | 17       | 18       | 19       | 20       | 21       | 22       | 23       |
|                                                   |                | 20             | 00 40       | 20          | 00 40       | 20          | 00 40       | 20       | 00 40    | 20 50    | 10 30 50 | 10 30 50 | 10 30 50 | 10 30 50 | 10 30 50 | 10 30 50 |

### 1 - 31 agosto
| Lunes a viernes laborables                        |             |             |          |          |          |          |          |          |          |          |          |          |          |          |          |          |
| L11 Circular: Valdelasfuentes - Arroyo de la Vega |             |             |          |          |          |          |          |          |          |          |          |          |          |          |          |          |
| 07                                                | 08          | 09          | 10       | 11       | 12       | 13       | 14       | 15       | 16       | 17       | 18       | 19       | 20       | 21       | 22       | 23       |
| 15 30 45                                          | 00 15 30 45 | 00 15 30 45 | 00 20 40 | 00 20 40 | 00 20 40 | 00 20 40 | 00 20 40 | 00 20 40 | 00 20 40 | 00 20 40 | 00 20 40 | 00 20 40 | 00 20 40 | 00 20 40 | 00 20 40 |          |
| Sábados laborables, domingos y festivos           |             |             |          |          |          |          |          |          |          |          |          |          |          |          |          |          |
| L11 Circular: Valdelasfuentes - Arroyo de la Vega |             |             |          |          |          |          |          |          |          |          |          |          |          |          |          |          |
| 07                                                | 08          | 09          | 10       | 11       | 12       | 13       | 14       | 15       | 16       | 17       | 18       | 19       | 20       | 21       | 22       | 23       |
|                                                   |             | 20          | 00 40    | 20       | 00 40    | 20       | 00 40    | 20       | 00 40    | 20 50    | 10 30 50 | 10 30 50 | 10 30 50 | 10 30 50 | 10 30 50 | 10 30 50 |

Paso por la Avenida de Bruselas (Metro La Moraleja) aproximadamente 20 minutos después de su salida de FF.CC. Valdelasfuentes. Duración del recorrido circular completo aproximadamente 40 minutos.

## Recorrido y paradas
| Código                                                                                                   | Zona | Localidad  | Denominación                                                          | Ubicación                               | Líneas de la parada                                     | Metro / Cercanías                     |
| --- | ---- | ---------- | --------------------------------------------------------------------- | --------------------------------------- | ------------------------------------------------------- | ------------------------------------- |
| 15300 |      | Alcobendas | Calle de José Hierro - Estación de Valdelasfuentes                    | Paseo de Valdelasfuentes Nº2            | 11                                                      | Valdelasfuentes                       |
| 15676 |      | Alcobendas | Calle de Dolores Ibárruri - Calle de Teresa de Calcuta                | Calle de Dolores Ibárruri Nº16          | 157C 11                                                 |                                       |
| 18060 |      | Alcobendas | Calle de la Felicidad - Avenida de la Magia                           | Avenida de la Magia Nº7                 | 157C N101 11                                            |                                       |
| 18061 |      | Alcobendas | Paseo de la Fuente Lucha - Calle de los Sueños                        | Paseo de la Fuente Lucha Nº7            | 157C 828 N101 11                                        |                                       |
| 18062 |      | Alcobendas | Paseo de la Fuente Lucha - Calle de la Imaginación                    | Paseo de la Fuente Lucha Nº7            | 157C N101 11                                            |                                       |
| 18063 |      | Alcobendas | Calle de la Suerte - Calle de la Imaginación                          | Calle de la Suerte Nº4                  | 157C N101 11                                            |                                       |
| 15677 |      | Alcobendas | Avenida de Pablo Iglesias - Calle de Carlos Muñoz Ruiz                | Avenida de Pablo Iglesias Nº16          | 157C N101 11                                            |                                       |
| 15678 |      | Alcobendas | Calle de Francisco Largo Caballero - Paseo del 8 de marzo             | Calle de Francisco Largo Caballero Nº42 | 157C N101 11                                            |                                       |
| 15679 |      | Alcobendas | Avenida de Miguel de Cervantes - Calle de Francisco Largo Caballero   | Avenida de Miguel de Cervantes Nº17     | 157C N101 11                                            |                                       |
| 15306 |      | Alcobendas | Avenida de Miguel de Cervantes - Calle de Dolores Ibárruri            | Avenida de Miguel de Cervantes Nº5      | 157C N101 11                                            |                                       |
| 15313 |      | Alcobendas | Calle de Manuel de Falla - Estación de Manuel de Falla                | Calle de Manuel de Falla Nº59           | 153 827A N101 5 11                                      | Manuel de Falla                       |
| 15314 |      | Alcobendas | Calle de Isaac Albéniz - Calle de Manuel de Falla                     | Calle de Isaac Albéniz Nº46             | 11                                                      |                                       |
| 15316 |      | Alcobendas | Calle de Ruperto Chapí - Teatro Auditorio                             | Calle de Ruperto Chapí Nº19             | 11                                                      |                                       |
| 15318 |      | Alcobendas | Avenida de España - Centro de Salud                                   | Avenida de España Nº23                  | 151 11                                                  |                                       |
| 10614 |      | Alcobendas | Avenida de España - Estación de Alcobendas-San Sebastián de los Reyes | Avenida de España Nº52                  | 10614 A 180 191 193 9 11 10614 B 151 158 827 828 N101 2 | Alcobendas-San Sebastián de los Reyes |
| 12924 |      | Alcobendas | Avenida de España - Calle de Ávila                                    | Avenida de España Nº56A                 | 828 N101 9 11                                           |                                       |
| 12925 |      | Alcobendas | Avenida de España - Centro de mayores                                 | Avenida de España Nº58                  | 180 827 828 2 4 7 9 11                                  |                                       |
| 11333 |      | Alcobendas | Avenida de La Vega - Avenida de Barajas                               | Avenida de La Vega Nº2                  | 159 N102 2 9 11                                         |                                       |
| 11792 |      | Alcobendas | Avenida de La Vega - Calle de Anabel Segura                           | Avenida de La Vega Nº8                  | 159 N102 2 9 11                                         |                                       |
| 18283 |      | Alcobendas | Calle de Francisca Delgado - Avenida de La Vega                       | Calle de Francisca Delgado Nº7          | 159 N102 9 11                                           |                                       |
| 11796 |      | Alcobendas | Avenida de Bruselas - Calle de Francisca Delgado                      | Avenida de Bruselas Nº6                 | 159 N102 9 11                                           |                                       |
| La hora de paso por esta parada es aproximadamente 20 minutos después de salir de FF.CC. Valdelasfuentes |      |            |                                                                       |                                         |                                                         |                                       |
| 11798 |      | Alcobendas | Avenida de Bruselas - Estación de La Moraleja                         | Avenida de Bruselas Nº14                | 159 N102 9 11                                           | La Moraleja                           |
| 17512 |      | Alcobendas | Avenida de la Ermita - Estación de La Moraleja                        | Avenida de la Ermita Nº5                | N101 1 2 3 5 11                                         | La Moraleja                           |
| 15319 |      | Alcobendas | Avenida de la Ermita - Centro Comercial La Vega                       | Avenida de la Ermita Nº5                | 11                                                      |                                       |
| 16264 |      | Alcobendas | Paseo de la Chopera - Calle de los Naranjos                           | Paseo de la Chopera Nº18                | 11                                                      |                                       |
| 11228 |      | Alcobendas | Paseo de la Chopera - Centro de Salud                                 | Paseo de la Chopera Nº46                | 157 11                                                  | Marqués de la Valdavia                |
| 11230 |      | Alcobendas | Paseo de la Chopera - Calle de Cádiz                                  | Paseo de la Chopera Nº64                | 157 11                                                  |                                       |
| 06773 |      | Alcobendas | Paseo de la Chopera - Centro Cultural                                 | Paseo de la Chopera Nº94                | 157 11                                                  |                                       |
| 15311 |      | Alcobendas | Calle del Doctor Adolfo Romero - Calle del Pintor Murillo             | Calle del Doctor Adolfo Romero Nº20     | 11                                                      |                                       |
| 15310 |      | Alcobendas | Calle de Huelva - Calle de Ramón y Cajal                              | Calle de Huelva Nº8                     | 11                                                      |                                       |
| 12719 |      | Alcobendas | Avenida del Doctor Severo Ochoa - Avenida de Ramón y Cajal            | Avenida del Doctor Severo Ochoa Nº21    | 157C 11                                                 |                                       |
| 15309 |      | Alcobendas | Paseo de la Chopera - Avenida del Doctor Severo Ochoa                 | Paseo de la Chopera Nº122               | N101 11                                                 |                                       |
| 11232 |      | Alcobendas | Paseo de la Chopera - Avenida de Camilo José Cela                     | Paseo de la Chopera Nº178               | 157 N101 2 11                                           |                                       |
| 18992 |      | Alcobendas | Paseo de la Chopera - Avenida de Valdelaparra                         | Paseo de la Chopera Nº341               | 11                                                      |                                       |
| 17028 |      | Alcobendas | Avenida de Valdelaparra - Policía Local                               | Avenida de Valdelaparra Nº118           | 157 6 11                                                |                                       |
| 11330 |      | Alcobendas | Calle del Marqués de la Valdavia Nº147                                | Calle del Marqués de la Valdavia Nº159  | 157 827 827A 11                                         |                                       |
| 18076 |      | Alcobendas | Avenida de Pablo Iglesias - Calle de José Hierro                      | Avenida de Pablo Iglesias Nº2           | 157C 828 N101 11                                        |                                       |
| 15300 |      | Alcobendas | Calle de José Hierro - Estación de Valdelasfuentes                    | Paseo de Valdelasfuentes Nº2            | 11                                                      | Valdelasfuentes                       |